# Thrixspermum kjellbergii
Thrixspermum kjellbergii är en orkidéart som beskrevs av Johannes Jacobus Smith. Thrixspermum kjellbergii ingår i släktet Thrixspermum och familjen orkidéer.
Artens utbredningsområde är Sulawesi. Inga underarter finns listade i Catalogue of Life.